# Coppa del Mondo di combinata nordica 2010
La Coppa del Mondo di combinata nordica 2010, ventisettesima edizione della manifestazione organizzata dalla Federazione Internazionale Sci, ebbe inizio il 28 novembre 2009 a Kuusamo, in Finlandia, e si concluse il 14 marzo 2010 a Oslo, in Norvegia.
Furono disputate 21 delle 22 gare previste, in 10 diverse località: 19 individuali Gundersen, 2 a squadre; 9 gare si svolsero su trampolino normale, 12 su trampolino lungo. Nel corso della stagione si tennero a Vancouver i XXI Giochi olimpici invernali, non validi ai fini della Coppa del Mondo, il cui calendario contemplò dunque un'interruzione nel mese di febbraio.
Il francese Jason Lamy-Chappuis si aggiudicò la coppa di cristallo, il trofeo assegnato al vincitore della classifica generale. Non vennero stilate classifiche di specialità; Anssi Koivuranta era il detentore uscente della Coppa generale.

## Risultati
| Data             | Località            | Nazione   | Trampolino                  | Spec.       | Primo                                                              | Secondo                                                                        | Terzo                                                                     |
| ---------------- | ------------------- | --------- | --------------------------- | ----------- | ------------------------------------------------------------------ | ------------------------------------------------------------------------------ | ------------------------------------------------------------------------- |
| 28 novembre 2009 | Kuusamo             | Finlandia | Rukatunturi HS142           | IN LH/10 km | Jason Lamy-Chappuis                                                | Hannu Manninen                                                                 | Eric Frenzel                                                              |
| 29 novembre 2009 | Kuusamo             | Finlandia | Rukatunturi HS142           | IN LH/10 km | Hannu Manninen                                                     | Tino Edelmann                                                                  | Eric Frenzel                                                              |
| 5 dicembre 2009  | Lillehammer         | Norvegia  | Lysgårdsbakken HS138        | IN LH/10 km | Jason Lamy-Chappuis                                                | Petter Tande                                                                   | Eric Frenzel                                                              |
| 6 dicembre 2009  | Lillehammer         | Norvegia  | Lysgårdsbakken HS138        | IN LH/10 km | Tino Edelmann                                                      | Anssi Koivuranta                                                               | Jason Lamy-Chappuis                                                       |
| 12 dicembre 2009 | Harrachov           | Rep. Ceca | Čerťák HS142                | T LH/4x5 km | annullata                                                          | annullata                                                                      | annullata                                                                 |
| 13 dicembre 2009 | Harrachov           | Rep. Ceca | Čerťák HS142                | IN LH/10 km | annullata                                                          | annullata                                                                      | annullata                                                                 |
| 18 dicembre 2009 | Ramsau am Dachstein | Austria   | W90-Mattensprunganlage HS98 | IN NH/10 km | Jason Lamy-Chappuis                                                | Felix Gottwald                                                                 | Magnus Moan                                                               |
| 19 dicembre 2009 | Ramsau am Dachstein | Austria   | W90-Mattensprunganlage HS98 | IN NH/10 km | Jason Lamy-Chappuis                                                | Tino Edelmann                                                                  | Alessandro Pittin                                                         |
| 20 dicembre 2009 | Ramsau am Dachstein | Austria   | W90-Mattensprunganlage HS98 | IN NH/10 km | Björn Kircheisen                                                   | Magnus Moan                                                                    | Felix Gottwald                                                            |
| 2 gennaio 2010   | Oberhof             | Germania  | Hans Renner HS140           | IN LH/10 km | Hannu Manninen                                                     | Felix Gottwald                                                                 | Jason Lamy-Chappuis                                                       |
| 3 gennaio 2010   | Oberhof             | Germania  | Hans Renner HS140           | IN LH/10 km | Johnny Spillane                                                    | Felix Gottwald                                                                 | Björn Kircheisen                                                          |
| 9 gennaio 2010   | Val di Fiemme       | Italia    | Giuseppe Dal Ben HS134      | IN LH/10 km | Felix Gottwald                                                     | Magnus Moan                                                                    | Eric Frenzel                                                              |
| 10 gennaio 2010  | Val di Fiemme       | Italia    | Giuseppe Dal Ben HS134      | IN LH/10 km | Bill Demong                                                        | Todd Lodwick                                                                   | Eric Frenzel                                                              |
| 16 gennaio 2010  | Chaux-Neuve         | Francia   | La Côté Feuillée HS100      | IN NH/10 km | Magnus Moan                                                        | Jason Lamy-Chappuis                                                            | Todd Lodwick                                                              |
| 17 gennaio 2010  | Chaux-Neuve         | Francia   | La Côté Feuillée HS100      | IN NH/10 km | Magnus Moan                                                        | Jason Lamy-Chappuis                                                            | Mario Stecher                                                             |
| 23 gennaio 2010  | Schonach            | Germania  | Langenwaldschanze HS96      | IN NH/10 km | Jason Lamy-Chappuis                                                | Pavel Churavý                                                                  | Alessandro Pittin                                                         |
| 24 gennaio 2010  | Schonach            | Germania  | Langenwaldschanze HS96      | T NH/4x5 km | Germania Georg Hettich Eric Frenzel Björn Kircheisen Tino Edelmann | Francia Sébastien Lacroix Maxime Laheurte Jonathan Félisaz Jason Lamy-Chappuis | Austria Lukas Klapfer Wilhelm Denifl Marco Pichlmayer Tobias Kammerlander |
| 30 gennaio 2010  | Seefeld in Tirol    | Austria   | Toni Seelos HS100           | IN NH/10 km | Eric Frenzel                                                       | Mario Stecher                                                                  | Akito Watabe                                                              |
| 31 gennaio 2010  | Seefeld in Tirol    | Austria   | Toni Seelos HS100           | IN NH/10 km | Mario Stecher                                                      | Eric Frenzel                                                                   | Alessandro Pittin                                                         |
| 5 marzo 2010     | Lahti               | Finlandia | Salpausselkä HS130          | IN LH/10 km | Magnus Moan                                                        | Hannu Manninen                                                                 | Tino Edelmann                                                             |
| 6 marzo 2010     | Lahti               | Finlandia | Salpausselkä HS130          | IN LH/10 km | Hannu Manninen                                                     | Felix Gottwald                                                                 | Jason Lamy-Chappuis                                                       |
| 13 marzo 2010    | Oslo                | Norvegia  | Holmenkollen HS134          | T LH/4x5 km | Norvegia Petter Tande Mikko Kokslien Jan Schmid Magnus Moan        | Austria Bernhard Gruber David Kreiner Felix Gottwald Mario Stecher             | Germania Johannes Rydzek Georg Hettich Eric Frenzel Tino Edelmann         |
| 14 marzo 2010    | Oslo                | Norvegia  | Holmenkollen HS134          | IN LH/10 km | Jason Lamy-Chappuis                                                | Felix Gottwald                                                                 | Magnus Moan                                                               |

Legenda:

IN = individuale Gundersen

T = gara a squadre

NH = trampolino normale

LH = trampolino lungo

## Classifiche

### Generale
| Pos. | Nome                | Nazione     | Punti |
| ---- | ------------------- | ----------- | ----- |
| 1    | Jason Lamy-Chappuis | Francia     | 1155  |
| 2    | Felix Gottwald      | Austria     | 879   |
| 3    | Magnus Moan         | Norvegia    | 747   |
| 4    | Eric Frenzel        | Germania    | 697   |
| 5    | Tino Edelmann       | Germania    | 641   |
| 6    | Mario Stecher       | Austria     | 635   |
| 7    | Pavel Churavý       | Rep. Ceca   | 512   |
| 8    | Hannu Manninen      | Finlandia   | 474   |
| 9    | Johnny Spillane     | Stati Uniti | 465   |
| 10   | Björn Kircheisen    | Germania    | 463   |

### Nazioni

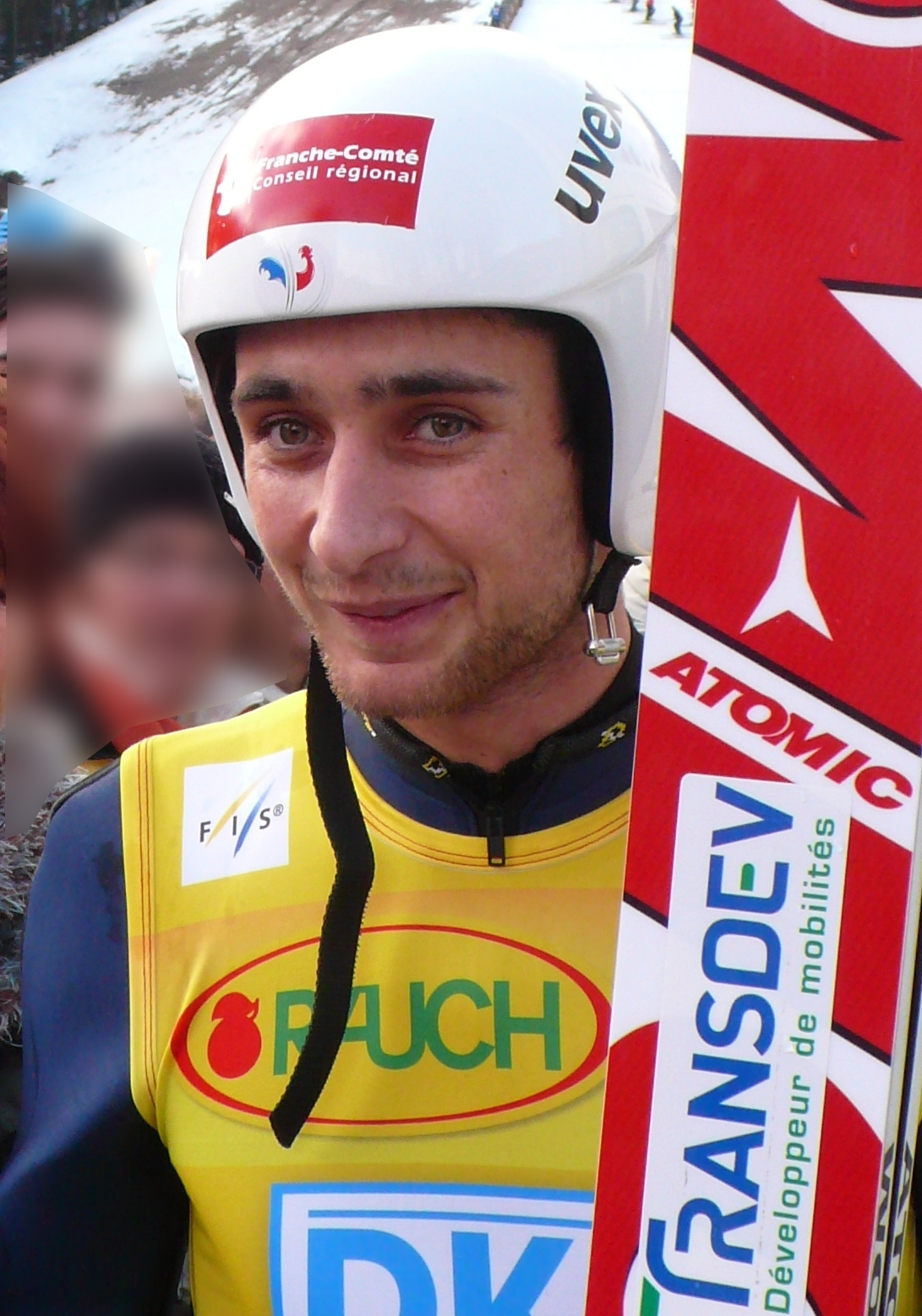
Jason Lamy-Chappuis

| Pos. | Nazione     | Punti |
| ---- | ----------- | ----- |
| 1    | Austria     | 3562  |
| 2    | Germania    | 3068  |
| 3    | Norvegia    | 2164  |
| 4    | Francia     | 2115  |
| 5    | Stati Uniti | 1450  |
| 6    | Finlandia   | 1286  |
| 7    | Rep. Ceca   | 1065  |
| 8    | Giappone    | 906   |
| 9    | Italia      | 735   |
| 10   | Svizzera    | 694   |